# Accélération laser-plasma
L'accélération laser-plasma est un thème de recherche visant à développer des sources de particules ayant des propriétés inédites. Actuellement, l'accélération de particules utilise des accélérateurs de particules conventionnels. Néanmoins, le champ accélérateur dans ces structures radiofréquences est limité à des valeurs de l'ordre de 50 MV/m. Pour atteindre des énergies plus élevées, afin d'étudier des phénomènes nouveaux, les scientifiques ont été contraints de construire des accélérateurs gigantesques (27 km pour le LHC).
Il existe aussi d'autres méthodes pour accélérer des particules, notamment les mécanismes d'accélération de particules en utilisant l'interaction d'un laser avec la matière. En focalisant un laser de puissance sur une cible, il est possible de créer des faisceaux de particules aux propriétés particulièrement originales (brièveté, énergie, émittance, charge). Lors de cette interaction du faisceau laser avec la matière, des champs électriques extrêmes sont produits. Atteignant des valeurs crêtes de l'ordre du TV/m, soit plus de 10 000 fois plus intenses que les champs électriques produits dans les structures RF (radiofréquence) des accélérateurs, les particules initialement au repos, quittent la cible en subissant une accélération fulgurante, de l'ordre de 1022 g (g=accélération de la pesanteur terrestre). Ces nouvelles sources ouvrent la voie à de nombreuses applications : médicale, nucléaire, chimie et biologie. Elles devraient de plus permettre d'étudier des phénomènes nouveaux sur des échelles de temps ultra-courtes (100 fs).
Les expériences d'interaction laser-plasma permettent d'accélérer deux types de particules : les électrons et les protons.

## Faisceaux d'électrons

### Principes et définition des termes
Les physiciens américains Tajima et Dawson ont proposé en 1979 d'utiliser des plasmas créés par laser pour accélérer des particules. Dans le cas de l'accélération d'électrons, la cible dans laquelle se propage le laser est un gaz. L'utilisation d'un gaz léger est préférable (typiquement l'hélium) car ainsi le champ électrique lié au laser ionise totalement les atomes du gaz. La partie intense du laser se propage dans un milieu homogène composé d'électrons libres et d'ions, ayant une charge globalement neutre. C'est ce que l'on nomme le plasma.
Il faut bien comprendre que le laser n'accélère pas directement les particules dans la direction de propagation de l'impulsion lumineuse. En effet, les électrons sont soumis principalement au champ électrique du laser. Dans le cas des ondes électro-magnétiques, le champ électrique est perpendiculaire à la trajectoire de l'impulsion laser et oscille à la fréquence laser. Ainsi, le champ électrique du laser ne contribue pas directement à l'accélération d'électrons à de hautes énergies.
Par contre, le passage de l'impulsion laser perturbe la densité électronique. Cette force liée au laser s'appelle la force pondéromotrice. Elle correspond à la partie basse fréquence de la variation d'intensité laser. On la nomme aussi pression de radiation du laser. À la suite de ces déplacements, le cortège d'électrons se réorganise sous l'effet des répulsions coulombiennes. Ceci provoque des oscillations dans la densité électronique. Le laser permet ainsi de générer une onde plasma qui se propage dans la direction du laser à une vitesse égale à la vitesse de groupe du laser dans le milieu. Cette onde plasma correspond essentiellement à des champs électriques longitudinaux. Ces champs sont adaptés à l'accélération d'électrons à de hautes énergies.
En bref, le laser génère une onde plasma dans son sillage dans laquelle l'accélération de particules à de hautes énergies est possible. Une analogie hydrodynamique simple pour comprendre ce mécanisme est la suivante : imaginez un bateau qui se déplace à la surface d'un lac. Ce bateau provoque des vagues dans son sillage. Un surfeur pourrait en profiter pour gagner de la vitesse et voyager à la vitesse de l'onde. En général, l'accélération se fait par piégeage dans la structure d'onde. En effet, il existe des conditions sur la vitesse initiale du surfeur pour que le piégeage ait lieu. S'il ne fait aucun effort pour prendre la vague, elle passe sous lui et s'éloigne. À l'inverse, s'il va trop vite, il dépasse la vague.
En termes scientifiques, on parle de potentiels. Des calculs faisant intervenir la transformation de Lorentz permettent de déterminer les potentiels minima et maxima en fonction de l'intensité du laser. Ces calculs sont effectués en géométrie 1D en supposant le champ laser suffisamment faible pour effectuer des développements limités.
La vitesse de phase de l'onde plasma étant égale à la vitesse de groupe de l'onde laser, ces vitesses sont proches de la vitesse de la lumière dans le vide (plasma sous-critique). Des électrons injectés à de grandes vitesses peuvent ainsi être piégés par l'onde et y être accélérés. L'énergie maximale des électrons est d'autant plus grande que la vitesse des ondes plasma est grande, c.-à-d. que la densité électronique est faible. À titre d'exemple, pour un plasma à la densité de 1019 /cm3 et pour une onde plasma d'amplitude relative de 100 %, le champ électrique est de l'ordre de 100 GV/m, ce qui permet d'accélérer à de haute énergies sur de petites distances (millimétriques).

### Mécanismes d'accélération
Différentes méthodes ont été proposées pour accélérer les électrons par laser. Elles dérivent toutes du mécanisme précédemment décrit. Elles correspondent à peu près aux différentes étapes franchies au fur et à mesure que la durée des impulsions laser a diminué par rapport à la longueur d'onde plasma. En voici un résumé :

#### Le battement d'ondes
Ce mécanisme nécessite deux impulsions laser contre-propagatives de pulsation voisine ω1 et ω2 dont la différence de fréquence est proche de la fréquence plasma (ωp ~ ω1-ω2). Le recouvrement de ces deux impulsions laser génère un battement d'ondes résonnant avec l'onde plasma. L'amplitude de l'onde plasma peut atteindre environ 30 % de la densité électronique initiale, ce qui limite le champ accélérateur à quelques GV/m. En 1993, Clayton et al. ont obtenu une énergie de sortie de 9,1 MeV pour des électrons injectés à 2,1 MeV initialement dans cette onde plasma. À cette époque, la durée des impulsions laser était de l'ordre de 300 ps (largeur à mi-hauteur). Des expériences dans ce régime de battement d'onde ont aussi été menées au UCLA (gain d'énergie de 30 MeV), à l'École polytechnique et à Osaka. Les mécanismes physiques qui limitent l'amplitude des ondes plasma dans ce régime sont le mouvement des ions pour des impulsions longues, le déphasage relativiste de l'onde plasma pour des intensités relativistes ainsi que la croissance d'instabilités.

#### Le sillage auto-résonant
L'apparition de laser de forte intensité et de durée d'impulsion courte (500 fs) contenant une forte énergie (100 J) a donné accès aux comportements non-linéaires des plasmas. Les effets combinés de l'autofocalisation et de l'automodulation de l'enveloppe laser par la perturbation de densité électronique provoquent la modulation de l'impulsion laser en une succession d'impulsions laser séparés par la longueur d'onde plasma. On obtient ainsi des impulsions résonantes avec l'onde plasma, comme dans le cas du battement d'onde précédemment décrit. Sprangle et al, Antonsen et al, Andreev et al ont étudié de façon théorique ce régime. Ils ont montré que lorsque la durée de l'impulsion est supérieure à la période plasma et lorsque la puissance laser dépasse la puissance critique pour l'autofocalisation, une impulsion laser unique se décompose en un train d'impulsions résonantes avec la période plasma.
Lors des expériences menées par Modena et al, l'amplitude du plasma croît jusqu'à la limite de déferlement, qui correspond à l'instant où l'amplitude des oscillations des électrons du plasma est tellement importante que la force de rappel ne compense plus leur mouvement. À ce moment, les électrons du plasma sont automatiquement injectés dans l'onde plasma et gagnent de l'énergie cinétique. On peut ici reprendre l'analogie hydrodynamique pour expliquer ce mécanisme d'injection : lorsqu'une vague approche du rivage, sa crête devient piquée, la vague se creuse puis déferle. L'écume blanche de la vague correspond aux molécules d'eau qui ont gagné de la vitesse. Aucune injection externe n'est ici nécessaire pour produire un faisceau d'électrons. Dans l'article de Modena et al, ils ont obtenu des énergies atteignent 44 MeV. Ce régime fut aussi atteint par le CUOS aux USA et au NRL. Cependant, le chauffage du plasma par ces longues impulsions laser provoquent le déferlement avant d'atteindre la limite maximale du champ électrique calculée pour les plasmas froids. Le champ électrique atteint typiquement 100 GV/m.

#### Le sillage forcé
Le développement de lasers très intenses (1018 W/cm2), très courts a permis de franchir une nouvelle étape et de mettre en évidence un mécanisme d'accélération plus efficace : le sillage forcé. Ces lasers, de plus faible énergie, ont une cadence de tir plus élevée (10 tir/s au lieu d'un tir toutes les 20 minutes) et ainsi ils permettent d'envisager des applications futures à ces nouvelles sources.
Ici, les ondes sont amplifiées à des niveaux d'amplitudes extrêmes (régime non-linéaire) produisant un paquet d'électrons très bref et très énergétique. Il n'est alors plus nécessaire d'injecter des électrons dans le plasma. Ce sont les électrons du plasma eux-mêmes qui se font piéger. Dans ce régime d'impulsion courte, le chauffage du plasma est bien moins important, et les ondes peuvent atteindre des amplitudes plus élevées proches de la valeur de déferlement froid. Pour une densité électronique de 2 × 1019/cm3, le champ électrique atteint dans ce régime une valeur extrême de l'ordre du TV/m.
Au Laboratoire d'optique appliquée (LOA), des électrons ont été accélérés à 200 MeV en 2 mm de plasma. Grâce à une interaction avec l'impulsion laser réduite, une émittance normalisée de 3 pi mm.mrad a été mesurée pour les électrons à 55 ±2 MeV, ce qui est comparable aux performances des accélérateurs conventionnels.
Des faisceaux d'électrons avec des spectres maxwelliens, produits par des faisceaux ultra courts ont été produits dans de nombreux laboratoires dans le monde : au LBNL, au NERL, et en Europe par exemple au LOA, ou au MPQ en Allemagne.

#### Régime de la bulle
Ce dernier terme cache une révolution dans le domaine de l'accélération d'électrons par interaction laser-plasma : pour la première fois des faisceaux d'électrons avec un spectre quasi-monoénergétique ont été produits. Jusqu'à présent, les faisceaux d'électrons avaient toujours un spectre maxwellien (décroissance exponentielle). La présence d'un pic à haute énergie permet d'envisager une multitude d'applications car ses propriétés sont excellentes en sortie de plasma et restent excellentes au cours de la propagation du faisceau. Ce n'était pas le cas avec un faisceau maxwellien : le filtrage par un monochromateur aurait considérablement diminué le flux d'électrons à haute énergie, faisant chuter le rendement de l'accélération.
En réalité, ces résultats avaient été prédits par des simulations PIC 3D qui ont donné naissance à cette dénomination : Régime de la bulle. Dans ce régime, les dimensions du laser sont plus courtes que la longueur d'onde plasma dans les trois directions de l'espace. Ainsi, l'impulsion laser focalisée ressemble à une bille de lumière d'un rayon typique de 10 microns. La force pondéromotrice de cette impulsion est tellement forte qu'elle expulse les électrons à son passage. Derrière l'impulsion laser, on obtient alors une cavité entourée d'une sur-densité électronique. À l'arrière de cette structure des électrons sont injectés vers la cavité et accélérés dans cette structure. Cette cavité est attractive pour les électrons, car elle contient les ions dont les déplacements sont négligeables à ces échelles de temps. La signature de ce régime est l'apparition d'un spectre d'électrons quasi-monoénergétique. Ceci contraste avec les résultats précédents. Ceci provient de la combinaison de différents facteurs :
- l'injection des électrons dans la cavité est différente du déferlement observé dans le sillage auto-modulé et le sillage forcé (cela ne provient pas du déferlement de la structure accélératrice) ;
- le champ électrique à l’intérieur de la cavité est presque linéaire ;
- la structure accélératrice reste stable durant l'accélération aussi longtemps que le laser est suffisamment intense ;
- les électrons piégés se trouvent derrière l'impulsion laser. Ils n'interagissent plus avec le champ électrique transverse du laser.

En plus de générer un spectre d'électrons quasi-monoénergétique, le faisceau d'électron produits possède d'autres qualités qui le rendent intéressant pour d'éventuelles applications. D'une part le faisceau produit est collimaté puisque la structure accélératrice formée par la cavité est focalisante. D'autre part, dans certaines conditions, le faisceau généré est contenu à l'intérieur d'une « bulle » et donc la durée de l'impulsion d'électron est de l'ordre de quelques femtosecondes.
Plusieurs laboratoires ont obtenu des faisceaux d’électrons peu divergents et quasi-monoénergétiques : en France, en Angleterre et aux États-Unis, puis en Allemagne et au Japon avec des conditions expérimentales assez différentes (la durée d'impulsion était plus longue que la période plasma). La description de ces résultats apparaît dans la section suivante.

### Méthodes d'injection
Le paragraphe précédent a montré les différentes techniques pour produire une onde plasma de forte amplitude. Ici nous nous intéressons aux différentes méthodes pour injecter des électrons dans l'onde plasma.
La première méthode est l'injection par déferlement de l'onde plasma. Dans le régime linéaire faiblement perturbé, les électrons au repos avant le passage de l'onde n’accélèrent pas suffisamment à son passage pour rester « piégés » dans l'onde et en sortent donc rapidement sans avoir gagné d'énergie. Cependant, lorsque l'amplitude de l'onde plasma est suffisamment élevée, certains électrons dans l'onde plasma vont être suffisamment accélérés pour être piégés à l'intérieur de l'onde où ils vont acquérir une grande énergie. Cette méthode est très similaire au déferlement d'une vague dans l'océan.
Une deuxième méthode (qui n'est qu'une variation de la première) est le déferlement par ralentissement de l'onde plasma dans un gradient de gaz. La vitesse de groupe de l'onde plasma dépend de la densité de gaz ainsi que du gradient de densité. Dans un gradient descendant l'onde plasma ralentit rendant ainsi plus facile le piégeage d’électron. Ce phénomène favorise ainsi le déferlement de l'onde plasma. Cette méthode permet notamment un meilleur contrôle de la position d'injection des électrons ce qui a pour effet de stabiliser le faisceau.
Une troisième méthode consiste à utiliser un gaz avec un nombre de protons élevé (typiquement de l'argon ou du diazote) afin d'injecter les électrons par ionisation. En effet dans ces gaz les couches de cœur ne sont ionisés que par des intensités très élevées de l'ordre de {\displaystyle 10^{18}} W/{\displaystyle cm^{2}} de sorte que ces électrons ne sont injectés qu'au centre de l'impulsion laser. Ces électrons sont générés au repos juste avant le passage de l'onde, ce qui leur permet alors de gagner suffisamment d’énergie pour être piégés.
L'injection par ionisation peut être contrôlée avec précision en utilisant deux faisceaux contre propageant. L'un, (la pompe) génère l'onde plasma. Lorsque ce faisceau rencontre (se collisionne) avec le deuxième faisceau, alors ils interfèrent et leur intensité devient suffisamment élevée pour ioniser des électrons de couche interne.
Dans le cas du régime de la bulle, les électrons sont auto-injectés par la structure fortement non linéaire autour de la cavité sans que celle-ci n'en soit affectée. Ce n'est donc pas a proprement parler un déferlement.

### Résultats expérimentaux
Dans cette section, seuls les résultats récents sont décrits. En septembre 2004, 3 articles sont parus dans la revue Nature : des faisceaux d'électrons produits par interaction laser-plasma avec des pics quasi-monoénergétiques ont été observés pour la première fois.
- Le groupe anglais du laboratoire Rutherford Appleton (RAL) a obtenu un spectre piqué à 70 MeV contenant une charge de 22 pC[23].
- Le groupe américain du laboratoire national Lawrence-Berkeley (LBNL) a observé un faisceau d'électrons à 86 MeV ± 2MeV contenant une charge de 0.3nC[24].
- Le groupe français du LOA a mesuré un spectre d'électrons centré à 170 MeV ± 20 MeV[25].

Ces faisceaux d'électrons correspondent à des courants crêtes très élevés (typiquement 10 kA). La source d'électrons possède une taille très petite, équivalente à la taille de laser focalisé (de quelques microns à quelques dizaines de microns en général, suivant l'optique de focalisation utilisée). La divergence du faisceau d'électrons varie entre 3 mrad à 10 mrad suivant les articles. Une autre propriété essentielle de ces sources est leur courte durée. La durée du paquet d'électrons est estimée à moins de 100 fs en général à la sortie du plasma et des durées de 1 fs ont été mesurées. Comme le spectre est piqué à une énergie élevée, ces électrons voyagent presque tous à la même vitesse et leur dispersion est faible. Par exemple, pour la mesure effectuée au LOA, la dispersion a été estimée à 50 fs/m au cours de la propagation. Ces paquets d'électrons peuvent alors sonder les phénomènes ultra-brefs.
En résumé, ces installations laser opérant à 10 Hz permettent maintenant de produire des faisceaux d'électrons quasi-monoénergétiques, brefs, de petites dimensions, de faible divergence, de faible émittance, de forte charge.
Les développements actuels visent à augmenter encore l'énergie des électrons (pour passer la barre des 1 GeV), à stabiliser les propriétés du faisceau d'électrons tir à tir et à promouvoir les applications inédites envisageables avec des sources ayant de telles propriétés. La section suivante décrit certaines de ces applications.

### Applications de ces sources d'électrons
Afin de promouvoir les différentes propriétés inédites de ces sources d'électrons, plusieurs applications ont été étudiées. Les exemples donnés ci-dessous ont été obtenus au LOA :
- en médecine pour la radiothérapie, cette source très collimatée pourrait servir pour le traitement de certains cancers avec des faisceaux d'électrons. Dans cette perspective, des simulations Monte-Carlo du dépôt d'énergie dans des tissus à partir du faisceau d'électrons quasi-monoénergétique ont été effectuées. Les résultats montrent un dépôt d'énergie très fin transversalement (même en profondeur), très profond. La dose déposée dépasse largement les besoins pour la radiothérapie. Cependant, il est possible de contrôler le nombre d'électrons accéléré en variant la densité électronique. Ceci pourrait devenir une alternative à la radiothérapie classique, réalisée par rayons X majoritairement. En effet, les accélérateurs conventionnels compacts délivrent des électrons de 20 MeV, qui ne pénètrent pas suffisamment profondément dans les tissus (moins de 10 cm). Et les accélérateurs de protons sont des structures très chères, ce qui limite leur exploitation bien qu'ils soient les mieux adaptés à la radiothérapie ;
- en chimie pour l'étude de réactions chimiques (cinétique rapide). Le faisceau d'électrons, très bref et parfaitement synchronisé avec l'impulsion laser, présente tous les avantages pour mener à bien ce type d'étude. Il devrait être un outil complémentaire de sources d'électrons classiques bien maîtrisées mais dont la durée est limitée à 1 ps. Les expériences réalisées ont permis de tracer la courbe d'absorption d'un état bref de la molécule d'eau, lors de la solvatation des électrons. Il s'agit de montrer que le temps caractéristique de cet état est nettement plus bref que ce que les modèles prédisent. La compréhension de l'évolution de la molécule d'eau est importante pour comprendre l'évolution du vivant ;
- en biologie pour l'étude cristallographique du milieu cellulaire. L'interaction de cette source avec un faisceau laser annexe permettrait la génération de flash-X à spectres larges et de durée très courte (< 100 fs) ;
- en radiobiologie pour l'étude du dépôt de dose sur des échelles de temps très brèves. Les données existantes dans ce domaine sont limitées à des échelles de temps de la microseconde. Un vif intérêt de la part des radiobiologistes montre la nécessité d'explorer cette voie ;
- en radiographie. En irradiant un milieu dense avec ce faisceau d'électrons, il est possible de convertir l'énergie des électrons en rayonnement gamma. Ce faisceau secondaire hérite des bonnes propriétés de la source d'électrons, ce qui est un atout pour la physique des matériaux. Les dimensions de cette source (sub-millimétrique) permettraient de l'utiliser pour sonder des défauts de petites tailles dans la matière. Actuellement la radiographie gamma est réalisée à partir de faisceaux d'électrons libérés par des Linacs. La taille de cette source de rayonnement énergétique a été estimée à quelques centaines de microns, ce qui est meilleur que la taille produite par des accélérateurs conventionnels d'énergie équivalente.

En bref, des applications multidisciplinaires sont déjà envisagées. Elles donnent d'ailleurs lieu au dépôt de plusieurs brevets.